# 존 크래먼드
존 고든 크래먼드(영어: John Gordon Crammond, 1906년 7월 5일 ~ 1978년 9월 18일)는 간단히 존 크래먼드(John Crammond)로 잘 알려진 영국의 스켈레톤 선수이다. 1948년 동계 올림픽에서 동메달을 획득하였다.